# Reino Unido e o euro

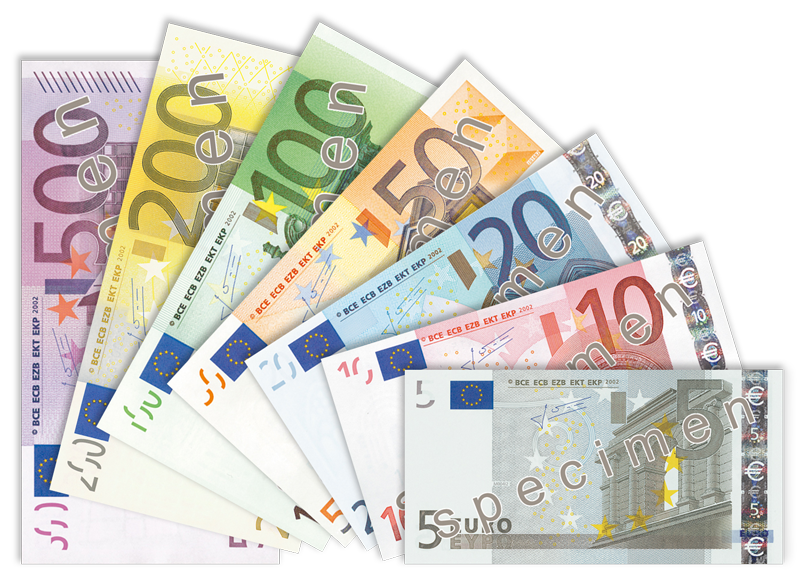

O Reino Unido, apesar de ter sido um dos fundadores da União Europeia em 1992, optou por não adotar o euro como moeda única, mantendo sua própria moeda, a libra esterlina. Como consequência, o país não integra a Zona Euro, mas fez parte do Mecanismo de Taxas de Câmbio (ERM II).
Em 31 de janeiro de 2020, o Reino Unido deixou a União Europeia. Apesar de nunca ter sido membro da zona do euro, o euro é [ainda] usado nos territórios cipriotas britânicos e como moeda secundária em Gibraltar.

## História

O Reino Unido entrou no mecanismo de taxas de câmbio europeu, um pré-requisito para adotar o euro, onde foram gastos mais de £ 6 bilhões, no intuito de manter a libra esterlina. Porém foram forçados a sair do programa no período de dois anos após a libra esterlina ter sido pressionada por especuladores de divisas. No entanto, durante as negociações do Tratado de Maastricht de 1992, o Reino Unido garantiu que não adotaria o euro.
O Reino Unido não seguia os três tratados que foram incorporados ao que era então as Comunidades Europeias (CE). As candidaturas do Reino Unido para participar em 1963 e 1967 foram vetadas pelo presidente da França, Charles de Gaulle.
Uma vez que Gaulle renunciou à presidência francesa em 1969, o Reino Unido fez um terceiro pedido de adesão. Estabeleceu entre "Áreas de política em que a liberdade parlamentar de legislar será afetada pela entrada nas Comunidades Europeias": Direitos aduaneiros, Agricultura, Livre circulação de mão de obra, serviços e capital, Transportes e Previdência Social para trabalhadores migrantes. O documento concluiu que era aconselhável colocar as considerações de influência e poder diante da soberania formal. O Tratado de Adesão foi assinado em janeiro de 1972 pelo então primeiro-ministro Edward Heath, líder do Partido Conservador. A Lei de 1972 das Comunidades Europeias foi promulgada em 17 de outubro e o instrumento de ratificação do Reino Unido entrou em vigor no dia seguinte, permitindo a adesão do Reino Unido à CE em janeiro de 1973.
Em 1975, o Reino Unido realizou o seu primeiro referendo nacional sobre se o Reino Unido deveria permanecer nas Comunidades Europeias, quando, em  5 de junho de 1975, o eleitorado foi convidado a votar sim ou não sobre a questão: "Você acha que o Reino Unido deve permanecer na Comunidade Europeia?” Todos os municípios e regiões administrativas do Reino Unido retornaram os votos da maioria "Sim". Com uma participação de pouco menos de 65%, o resultado da votação foi de 67,2% a favor da permanência e o Reino Unido permaneceu membro da CE. Do referendo ao Tratado de Maastricht, o Reino Unido optou pelo recém-formado Sistema Monetário Europeu (EMS), que foi o precursor da criação da moeda do euro. O Partido Trabalhista da oposição fez campanha nas eleições gerais de 1983 sobre o compromisso de se retirar da CE sem um referendo. Foi fortemente derrotado pelo governo conservador de Margaret Thatcher, mas em 1990 o Reino Unido se juntou ao Mecanismo Europeu de Taxas de Câmbio (ERM), com a libra esterlina. Como resultado do Tratado de Maastricht, as Comunidades Europeias tornaram-se a União Europeia em 1 de Novembro de 1993. 
O Partido de Independência do Reino Unido (UKIP), um partido político eurocéptico, também foi formado em 1993. Alcançou o terceiro lugar no Reino Unido durante as eleições europeias de 2004, o segundo lugar nas eleições europeias de 2009 e o primeiro lugar nas eleições europeias de 2014. O sucesso eleitoral do UKIP nas eleições europeias de 2014 foi documentado como a correlação mais forte do apoio à campanha de licenças no referendo de 2016. 
1. ↑  «United Kingdom and the euro». Wikipedia (em inglês). 12 de outubro de 2017
2. ↑  «1967: De Gaulle says 'non' to Britain - again» (em inglês). 27 de novembro de 1967
3. ↑  «Thirty-year rule». Wikipedia (em inglês). 14 de agosto de 2017
4. ↑  «1973: Britain joins the EEC» (em inglês). 1973
5. ↑  Miller, Vaughne. «The 1974-75 UK Renegotiation of EEC Membership and Referendum»
6. ↑  «The longest suicide note in history...but what did it say?» (em inglês). 4 de março de 2010
7. ↑  «Cópia arquivada». Consultado em 26 de setembro de 2017. Arquivado do original em 13 de setembro de 2016
8. ↑  https://www2.warwick.ac.uk/fac/soc/economics/research/centres/cage/manage/publications/306-2016_becker_fetzer.pdf